# Emydinae
Emydinae is een onderfamilie van de familie moerasschildpadden (Emydidae). De groep werd voor het eerst wetenschappelijk beschreven door Constantine Samuel Rafinesque-Schmaltz in 1815. Er zijn 71 verschillende soorten die verdeeld worden in vijf geslachten.
Alle soorten komen alleen voor in Noord-Amerika en Europa, en zijn echte moerasbewoners. De bekendste soort is wellicht de Europese moerasschildpad (Emys orbicularis).
De familie moerasschildpadden bleek uit twee groepen van geslachten te bestaan, een dergelijke groep wordt ook wel een complex genoemd. De ene groep wordt het Clemmys- complex genoemd en vormt de onderfamilie Emydinae, de andere groep is het Chrysemys- complex en vormt de andere onderfamilie Deirochelyinae.
Alle soorten zijn moerasbewonend, en verlaten het water om te zonnen maar gaan nooit ver uit de buurt. Ze eten vaak zowel levende prooien als plantaardig materiaal. Een typisch onderscheid met de Deirochelyinae is dat deze nooit klieren hebben om een muskus-achtige substantie af te scheiden bij gevaar; bij de Emydinae komt dit in alle geslachten voor.

## Taxonomie
Onderstaand een lijst van alle geslachten die tot de groep behoren.

Onderfamilie Emydinae
- Geslacht Actinemys
- Geslacht Emydoidea
- Geslacht Emys
- Geslacht Glyptemys
- Geslacht Terrapene